# CLUAP1
CLUAP1 (англ. Clusterin associated protein 1) – білок, який кодується однойменним геном, розташованим у людей на короткому плечі 16-ї хромосоми. Довжина поліпептидного ланцюга білка становить 413 амінокислот, а молекулярна маса — 48 125.
| 10         |  | 20         |  | 30         |  | 40         |  | 50         |
| ---------- |  | ---------- |  | ---------- |  | ---------- |  | ---------- |
| MSFRDLRNFT |  | EMMRALGYPR |  | HISMENFRTP |  | NFGLVSEVLL |  | WLVKRYEPQT |
| DIPPDVDTEQ |  | DRVFFIKAIA |  | QFMATKAHIK |  | LNTKKLYQAD |  | GYAVKELLKI |
| TSVLYNAMKT |  | KGMEGSEIVE |  | EDVNKFKFDL |  | GSKIADLKAA |  | RQLASEITSK |
| GASLYDLLGM |  | EVELREMRTE |  | AIARPLEINE |  | TEKVMRIAIK |  | EILTQVQKTK |
| DLLNNVASDE |  | ANLEAKIEKR |  | KLELERNRKR |  | LETLQSVRPC |  | FMDEYEKTEE |
| ELQKQYDTYL |  | EKFQNLTYLE |  | QQLEDHHRME |  | QERFEEAKNT |  | LCLIQNKLKE |
| EEKRLLKSGS |  | NDDSDIDIQE |  | DDESDSELEE |  | RRLPKPQTAM |  | EMLMQGRPGK |
| RIVGTMQGGD |  | SDDNEDSEES |  | EIDMEDDDDE |  | DDDLEDESIS |  | LSPTKPNRRV |
| RKSEPLDESD |  | NDF        |  |            |  |            |  |            |

A: Аланін

C: Цистеїн

D: Аспарагінова кислота

E: Глутамінова кислота

F: Фенілаланін

G: Гліцин

H: Гістидин

I: Ізолейцин

K: Лізин

L: Лейцин

M: Метіонін

N: Аспарагін

P: Пролін

Q: Глутамін

R: Аргінін

S: Серин

T: Треонін

V: Валін

W: Триптофан

Кодований геном білок за функцією належить до фосфопротеїнів. 
Задіяний у таких біологічних процесах, як біогенез та деградація війок, альтернативний сплайсинг. 
Локалізований у ядрі, клітинних відростках, війках.